# مرصد المنسوب المرتفع
يقوم مرصد المنسوب المرتفع (HAO) بإجراء الأبحاث وتقديم الدعم والتسهيلات لمجتمع الأبحاث الشمسي-الأرضية في مجال فيزياء الغلاف الشمسي، وتأثيرات التباين الشمسي على الغلاف المغناطيسي للأرض والغلاف الأيوني والغلاف الجوي العلوي.

## المهمة والرؤية
تتمثل مهمة مرصد المنسوب المرتفع في فهم سلوك الشمس وتأثيرها على الأرض، ودعم وتعزيز وتوسيع قدرات مجتمع الجامعة والمجتمع العلمي الأوسع، وتعزيز نقل المعرفة والتكنولوجيا. كما هو موضح في خطتها الإستراتيجية للفترة 2011-2015، تتمثل رؤية مرصد المنسوب المرتفع في: ممارسة علوم العالم الرائدة لفهم مصادر وطبيعة التباين الشمسي والجغرافي وطبيعة القدرة التنبؤية، توفير القيادة والتسهيلات العلمية لخدمة المجتمع الأوسع في السعي المشترك لتحقيق هذه الأهداف العلمية، ودعم المركز الوطني لبحوث الغلاف الجوي والاستفادة منه، وتقديم الدعم لتعليم وتدريب الباحثين في بداية حياتهم المهنية في الفيزياء الشمسية-الأرضية، وتعزيز نتائجها والتعبير عن أهميتها الاجتماعية لمجتمع الجامعة والجمهور.
توجد تلسكوبات مرصد المنصوب المرتفع في مرصد مونا لوا الشمسي، بالقرب من قمة البركان في جزيرة هاواي.

## بعثات الكسوف
1952، الخرطوم - السودان، كانت هذه رحلة مشتركة بين مرصد المنسوب المرتفع ومختبر البحوث البحرية، والتي حصلت على 50 طيف لكسوف الشمس.
1958، بوكابوكا - جزر كوك في المحيط الهادئ، كانت هذه رحلة مشتركة لمرصد المنسوب المرتفع وبعثة رحلة سكرامنتو بيك، والتي لم تتمكن من الحصول على صورة واحدة بسبب العواصف الممطرة.
1959، فويرتافنتورا - جزر الكناري في اسبانيا رحلة مشتركة بين مرصد المنسوب المرتفع وساكرامنتو بيك.
1962، لاي - غينيا الجديدة
1963، ألاسكا وكندا
1965، جزيرة بلنجشاسين - جنوب المحيط الهادئ
1966، بولاكايو - بوليفيا
1972، كاب شات - كندا
1973، لويانغالاني - كينيا
1980، بالم، الهند، مرصد المنسوب المرتفع بالتعاون مع الجنوب الغربي في كلية ممفيس، تينيسي
1983، تانجونج كودوك - اندونيسيا
1994، بوتري - تشيلي
1998، كوراساو - جزر الأنتيل الهولندية
2012، بالم كوف - كوينزلاند – أستراليا

## التاريخ
كان والتر أور روبرتس طالب دراسات عليا تحت إشراف دونالد مينزل بجامعة هارفارد، وساعده في إعداد تلسكوب شمسي في محطة أوك ريدج في مرصد كلية هارفارد. في عام 1939، حدد منزل موقعًا لمحطة غربية في جبال كولوراد. في مذكراته غير المنشورة، كتب منزل: «لقد عدت في الصيف التالي، وأشرفت على مبنى المرصد وإقامة المرصد وبدأت في تركيب المعدات».
افتُتح هذا الفرع من مرصد كلية هارفارد بشكل غير رسمي في 8 سبتمبر 1940 في كليماكس كولورادو (ارتفاع 112020 قدم). كان غرضه الوحيد هو دراسة الشمس، وذلك باستخدام مرسام الإكليل في نصف الكرة الغربي.
وصل والتر روبرتس وزوجته في صيف عام 1940، وبقيا في المرصد لمدة 7 سنوات (طوال الحرب العالمية الثانية وما بعدها). يقول منزل: «في صيف عام 1940، وجدت أنا والتر حلًا بسرعة لمشاكل مرسام الإكليل. بعد أن غادرت، سرعان ما كان يعمل بشكل صحيح». حصل على سجلات يومية لطيف الهالة، التي زودتنا بمؤشر قيم للنشاط الشمسي.
سرعان ما أثبت والتر روبرتس بشكل ملاحظ ما كان معظم الفلكيين يشتبهون فيه في السابق، أن الهالة نفسها تدور مع نفس الفترة التي يكون فيها السطح الشمسي، في شيء يزيد على خمسة وعشرين يومًا. بدأ دراسة حول البنية الدقيقة للغلاف الجوي الشمسي، وحدد سلوك ما أسماه "spicules"، وهي ظاهرة ناقشها بنفسه لفترة وجيزة أثناء مرصد ليك ((Lick Observatory. شكلت هذه الدراسات الأساس لأطروحة الدكتوراه التي قدمها للحصول على الدرجة بعد سنة أو سنتين لاحقًا.
صُنف العمل في المرصد خلال الحرب العالمية الثانية بسبب قيمته في التنبؤ بالاضطرابات اللاسلكية من دراسة الإكليل. عمل المرصد في زمن الحرب تحت رعاية البحرية، على الرغم من أن الاتجاه العام ظل في يد هارفارد. بعد الحرب العالمية الثانية، تعاقد المكتب الوطني للمعايير مع المرصد لتقارير عن النشاط الشمسي. في عام 1946، أصبحت جامعة كولورادو بولدر (CU Boulder) راعيًا مشتركًا مع هارفارد للمرصد، في حين أن مختبر الانتشار الراديوي المركزي (CRPL) التابع لـ NSB قام بتمويل تكاليف التشغيل الخاصة بمرصد المنسوب المرتفع. نُقل مقر مرصد المنسوب المرتفع إلى بولدر في عام 1947.

## الإدارة
المدير المؤسس للمرصد العالي الارتفاع كان والتر أور روبرتس. المدير الحالي هو سكوت ماكينتوش. فيما يلي قائمة بجميع مديري (HAO) منذ تأسيس المرصد.